# ARA General Belgrano (C-4)
O ARA General Belgrano foi um cruzador rápido da Armada Argentina afundado na Malvinas, vitimando 323 marinheiros.
Construído nos estaleiros New York Shipbuilding Corporation para a Marinha dos Estados Unidos como USS Phoenix (CL-46), foi o sexto navio da Classe Brooklyn. Participou da Segunda Guerra Mundial. A embarcação foi descomissionado em julho de 1946 e vendida em 17 de Outubro de 1951 para a Argentina, recebendo o nome de ARA 17 de Octubre. Posteriormente, teve sua designação alterada para General Belgrano (C-4) em homenagem ao General Manuel Belgrano, herói da Guerra da Independência da Argentina.
É o único navio afundado por um submarino nuclear em tempos de guerra. 

## Marinha dos Estados Unidos
O USS Phoenix (CL-46) foi o terceiro a levar esse nome na armada estadunidense. Foi lançado ao mar em 12 de março de 1938. Durante a Segunda Guerra Mundial operou na costa oeste e estava em Pearl Harbor durante o Ataque a Pearl Harbor. O Phoenix escapou sem danos ao desastre e se uniu à força tarefa junto com os cruzadores USS St. Louis e USS Detroit', além de alguns contratorpedeiros cuja missão era localizar e neutralizar os porta-aviões japoneses, missão em que não foram bem sucedidos.
Voltou logo a San Diego nos Estados Unidos e seguiu para a Austrália, onde escoltou navios de tropas. Em fevereiro de 1942, serviu de escolta para no Ceilão junto com um comboio formado também pelos navios USS Langley e o HMS Seawitch'.
Estes últimos retiraram-se do grupo e partiram a todo vapor para levar alguns aviões que serviriam para deter a invasão japonesa das Índias Orientais Holandesas, mas foram atacados por aviões japoneses que afundaram o porta-aviões USS Langley (CVL-27) e bombardearam o USS Seawitch sem conseguir destruí-lo. Nos meses seguintes, o Phoenix patrulhou o Oceano Índico, escoltou um comboio que ia a Bombaim e esteve presente na evacuação de Java.
Em 1943, o Phoenix levou o Secretário de Estado Cordell Hull a Casablanca. Ali foi comissionado na Sétima Frota e partiu para o Pacífico Sul. Em Dezembro deste ano, junto com o USS Nashville (CL-43) bombardeou a área do Cabo Gloucester: ali deu cobertura ao desembarque de tropas e colaborou na destruição das defesas inimigas. Logo depois, em janeiro de 1944, participou do ataque e desembarque na Nova Guiné.
Pouco depois, foi transferido para as Ilhas do Almirantado para apoiar diversos planos de desembarque de tropas de infantaria junto com os cruzadores USS Nashville (CL-43) e HMS Shropshire. Ali travou fogo com as peças de artilharia costeiras. Seguiram-se missões semelhantes em Hollandia, Arare, a ilha Wake, Biak na baía de Geelvink.
No dia 4 de Junho, fora da costa noroeste de Nova Guiné, oito aviões japoneses atacaram a força tarefa (composta por alguns contratorpedeiros e pelos cruzadores Nashville e Boise. Foi atingido pelas bombas de dois deles e sofreu as primeiras perdas humanas de sua tripulação. À noite, foi atingido pelo ataque de outro avião e evitou o golpe de um torpedo enquanto tentava cruzar o estreito entre a ilha Biak e Nova Guiné. Depois, perseguiu sem êxito um grupo de contratorpedeiros japoneses.

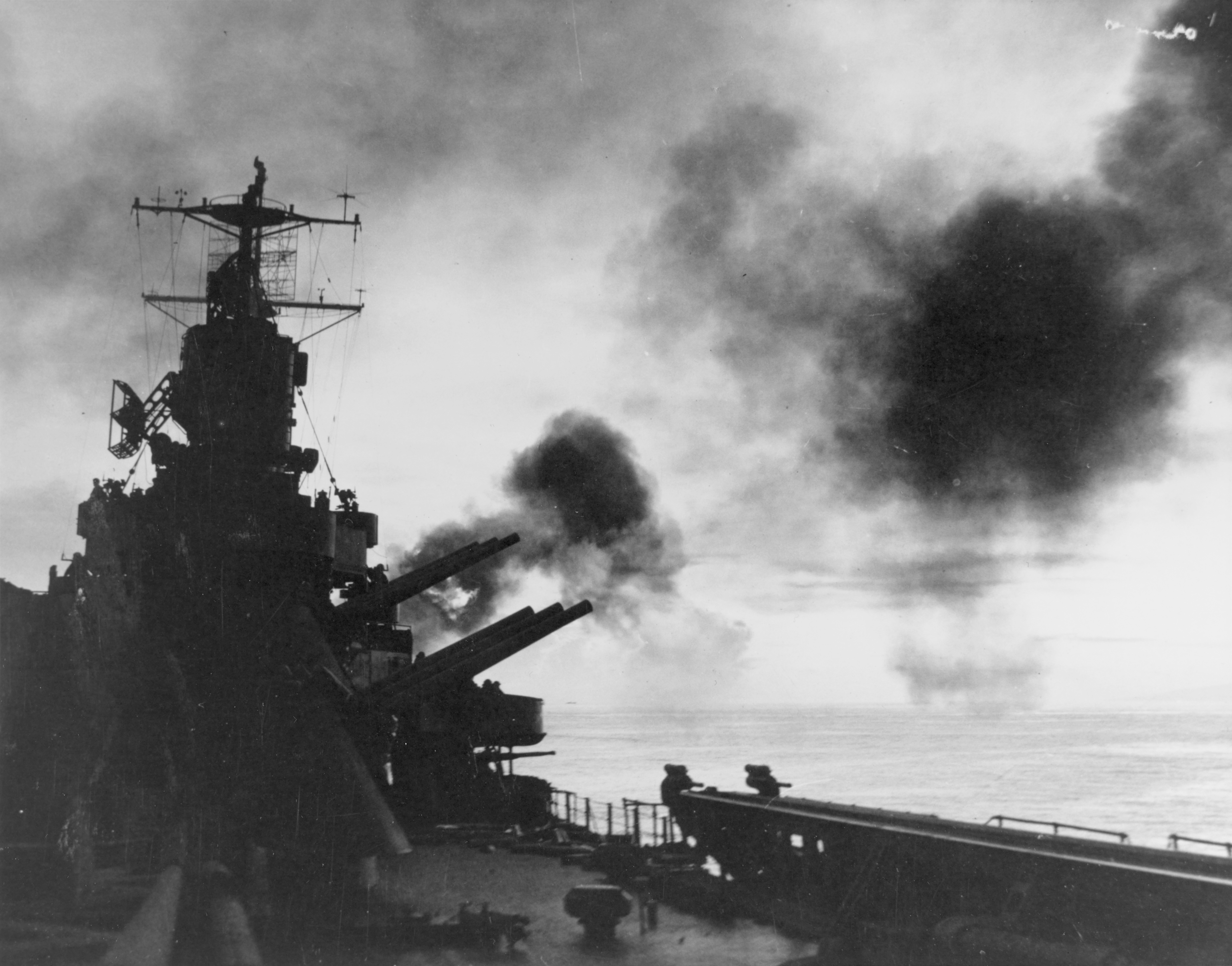
USS Phoenix (CL-46) bombardeando Cabo Gloucester

Em seguida, apoiou diversos desembarques e enfrentou os aviões kamikazes que os japoneses enviavam, destacando-se pela pontaria de seus artilheiros, que provocaram muitas baixas inimigas.
No dia 15 de Setembro de 1944, participou da ocupação de Morotai nas ilhas Molucas.
Depois disso, participou da reconquista das Filipinas e na Batalha do Golfo de Leyte, especificamente sob a liderança da frota de Kinkaid. No dia 24 de outubro de 1944, no transcurso da Batalha do Estreito de Surigao participou com seus canhões dirigidos por radar do afundamento dos encouraçados Yamashiro e Fuso, bem como do ataque ao Mogami e a três contratorpedeiros japoneses (Yamagumo, Asagumo e Asashio).
O cruzador ligeiro Mogami recebeu os impactos e foi presa fácil para os aviões estadunidenses que o afundaram no dia seguinte.
No dia 1º de Novembro e no dia 5 de Dezembro de 1944, sofreu novos ataques de aviões kamikaze. No dia 10 de Dezembro, conseguiu destruir um avião inimigo a 100 jardas de distância. Ao dirigir-se para o Golfo Lingayen, descobriu um submarino inimigo. Este se defendeu lançando dois torpedos Long Lance que o Phoenix conseguiu evitar.
A partir 13 de Fevereiro de 1945, o “Phoenix passou a apoiar tarefas de dragagem de minas, usando canhões para destruir as torres artilheiras que disparavam contra os dragaminas a partir da praia".
Dirigia-se rumo a Pearl Harbor quando o Japão capitulou.
Passou a integrar a frota do Atlântico no dia 6 de setembro e à reserva no dia 28 de fevereiro de 1946. Ficou 5 anos aguardando descarte ou venda junto a outros de sua classe.

## Armada Argentina
O USS Phoenix foi vendido com outro cruzador de sua classe o USS Boise (CL-47) para a Argentina em outubro de 1951. Foi rebatizado como ARA 17 de Outubro: importante data para o partido político do então presidente Juan Perón. Perón foi deposto em 1955 e nesse ano, o navio foi rebatizado como General Belgrano (C-4), em homenagem ao general e advogado Manuel Belgrano, que também havia lutado pela independência da Argentina em 1816.
Em 1967, implantaram-se nele lançadores de mísseis Sea Cat. Nunca foi dotado de sistemas antissubmarino (nem de sensor nem de ataque).
Em dezembro de 1978, participou da Operação Soberania, destinada a invadir as ilhas do sul do Canal Beagle.
No início de 1982, recebeu 120 cadetes navais e partiu para uma missão de adestramento ao sul da Argentina. Na Baía de Punta Este realizou exercícios de tiro com toda a sua artilharia.

### Guerra das Malvinas e afundamento
Em 12 de fevereiro de 1982, dirigiu-se a Puerto Belgrano para sua costumeira manutenção anual. Ainda que tenham sido adicionadas tecnologias de radar e mísseis, as turbinas do navio estavam em más condições e não poderiam alcançar mais do que 18 nós.
Durante a manutenção, recebeu a notícia das crescentes dificuldades com o governo do Reino Unido acerca da soberania das Ilhas Malvinas. Assim, os trabalhos tiveram de ser interrompidos devido à necessidade de colocar os operários à disposição de outras unidades. No dia 2 de abril toda a tripulação do cruzador foi avisada da Operação Anfíbia que as outras unidades da esquadra empreenderam para tomar as Ilhas Malvinas.
O navio recebeu o resto da tripulação para tempos de guerra, completando 1091 tripulantes e 2 civis que trabalhavam na cantina e que se recusaram a deixar o navio, ainda que soubessem que se zarparia desta vez em missão de guerra (de fato, eles foram os primeiros a morrer, pois o primeiro torpedo atingiu a zona da cantina).
No dia 2 de Maio foi atacado por torpedos do HMS Conqueror numa ação discutida por ter ocorrido fora da zona de exclusão determinada pela Grã Bretanha. Os três torpedos que o atingiram ocasionaram o seu afundamento com a perda de 323 vidas humanas.